# Haibane renmei
Haibane renmei (灰羽連盟, Federace šedokřídlých) je několik dódžinši (japonských komiksů „manga“ vydaných vlastním nákladem) napsaných a ilustrovaných výtvarníkem Jošitoši ABe. Je to také název anime seriálu od stejného autora na námět těchto knížek. Obojí sleduje události kolem dívky jménem Rakka, nově příchozí haibane (šedokřídlá, bytost s andělským zjevem), která se narodí z kokonu do Starého domova, starého sídla, které sdílí s několika dalšími šedokřídlými. Rakka, která nemá na svůj předchozí život stejně jako jiní šedokřídlí žádné vědomé vzpomínky, postupně objevuje a hledá svoji roli v malém světě kolem městečka Guri, ohrazeném zdí a zcela izolovaným od okolního světa, kde žijí společně šedokřídlí a obyčejní lidé.
Manga (komiksová podoba), která je čistě dílem Jošitoši ABeho, byla vydána jako první, příběh je však velmi podobný jako v seriálu; navazuje na ni několik dalších (v zásadě výtvarných) knížek s touto tematikou.
Anime (seriál) režíroval Tomokazu Tokoro a produkoval Jasujuki Ueda ze studia RADIX, Jošitoši ABe se však na něm také výrazně podílel (scénářem i po výtvarné stránce). Seriál o třinácti dílech po 23 minutách byl vytvořen a vysílán na Fuji Television v druhé polovině roku 2002 – prvních pět dílů odděleně, zbylých osm ve formě dvojdílů. Posléze byl vytvořen anglický dabing a série byla vydána na DVD. Seriál si rychle získal neobyčejně oddanou skupinu fanoušků a dodnes pravidelně získává velmi vysoká hodnocení. Ceněna je nejen výtvarná stránka a soundtrack, ale i hluboký příběh a myšlenkové poselství; někteří mu však vytýkají zejména v první půlce příliš rozvláčný děj a nedostatek akce.
Dílo je kromě svého japonského názvu známo také pod oficiálním autorem schváleným anglickým názvem Charcoal Feather Federation. V češtině nebyla zatím manga ani anime oficiálně vydána a nejčastěji se používá japonský název Haibane Renmei. Dosud jediný český překlad titulků, pořízený překladovou skupinou Jurinoki, používá také přímočarý překlad Federace šedokřídlých.

## Přehled dílů
1. Kokon – Sen o pádu z nebe – Starý domov (繭･空を落ちる夢･オールドホーム)
2. Tóga – Město a zeď – Federace šedokřídlých (街と壁･トーガ･灰羽連盟)
3. Chrám – Kázání – Palačinky (寺院･話師･パンケーキ)
4. Odpadkový den – Hodinová věž – Ptáci přelétající přes Zeď (ゴミの日･時計塔･壁を越える鳥)
5. Knihovna – Opuštěná továrna – Začátek světa (図書館･廃工場･世界のはじまり)
6. Konec léta – Déšť – Ztráta (夏の終わり･雨･喪失)
7. Poskvrna – Nemoc – Příchod zimy (傷痕･病･冬の到来)
8. Ptáci (鳥)
9. Studna – Znovuzrození – Hádanka (井戸･再生･謎掛け)
10. Kuramori – Šedokřídlí z Opuštěné továrny – Raččina práce (クラモリ･廃工場の灰羽達･ラッカの仕事)
11. Odloučení – Temnota duše – Nenahraditelné věci (別離･心の闇･かげがえのないもの)
12. Zvonky z ořechů – Oslavy Nového roku – Usmíření (鈴の実･過ぎ越しの祭り･融和)
13. Rekiin svět – Modlitba – Epilog ( レキの世界･祈り･終章)

## Obsazení
| Rjó Hirojaši   | Rakka  |
| Džunko Noda    | Reki   |
| Akiko Jadžima  | Kú     |
| Kazusa Murai   | Nemu   |
| Eri Mijadžima  | Kana   |
| Fumiko Orikasa | Hikari |
| Tamio Oki      | Waši   |
| Čihiro Suzuki  | Hjóko  |
| Manabi Mizuno  | Midori |

Níže následují některé bližší informace o prostředí příběhu a počátečním ději, nebudou však prozrazeny informace důležité pro stěžejní zápletku a rozuzlení. Přesto zvažte, zda chcete pokračovat ve čtení, neviděli-li jste alespoň prvních několik dílů.

## Postavy
Každý šedokřídlý dostal jméno podle snu, který se mu zdál v kokonu.

### Starý domov
- Rakka (ラッカ (落下) „Padající“): Jako nováček ve Starém domově Rakka postupně hledá sama sebe a snaží se rozvzpomenout na svoji minulost. Získá si mnoho přátel, její nejbližší přítelkyní je však Reki.
- Reki (レキ (礫) „Oblázek“): Vždy vlídná a usměvavá Reki – jedna z nejstarších šedokřídlých ve Starém domově – je ve skrytu duše sužována svojí minulostí a sny. Reki se ve Starém domově stará o malé šedokřídlé (děti) a sama je šedokřídlou již sedmým rokem.
- Kú (クウ (空) „Vzduch“): Kuu je nejmladší ze „starších“ šedokřídlých – skoro ještě dítě – a teprve hledá svoji identitu a vnitřní rovnováhu. Pracuje v kavárně a rychle se spřátelí s Rakkou.
- Nemu (ネム (眠) „Spánek“): Nejstarší šedokřídlá ve Starém domově, Nemu, je dobře známá tím, že si ráda přispí. Pracuje v knihovně a je šedokřídlou už devět let.
- Kana (カナ (河魚) „Říční ryba“): Pracuje v hodinové věži na náměstí, má ráda stroje a vše mechanické.
- Hikari (ヒカリ (光) „Světlo“): Vážná, ovšem občas nezbedná šedokřídlá Hikari pracuje v pekárně.

### Opuštěná továrna
- Hjóko (ヒョウコ (氷湖) „Ledové jezero“): Vůdce druhé skupiny šedokřídlých, která žije v Opuštěné továrně.
- Midori (ミドリ „Zelená“): Další obyvatelka Opuštěné továrny, která sehrála důležitou úlohu v Rečině minulosti.

### Ostatní postavy
- Kuramori (クラモリ „Temný les“): Kuramori byla „hlavou“ Starého domova ještě v době, kdy se z kokonu narodila Reki a Nemu. Její vztah s Reki odráží vztah Reki a Rakky.
- Waši (ワシ (話師) „Ctihodný mluvčí“): Waši (pouze titul, skutečné jméno není známé) je představený Federace šedokřídlých, která pomáhá šedokřídlým v nouzi a stará se o soužití šedokřídlých a lidí.

## Svět Haibane renmei

### Guri
Guri (v anglickém dabingu Glie) je odhadem několikatisícové město, v jehož okolí obehnaném zdí šedokřídlí žijí a nemohou jej opustit. Kromě poměrně malého počtu šedokřídlých (v řádu nejvýše desítek) ve městě žije velké množství lidí; přestože je tedy určeno primárně pro šedokřídlé a má jim pomáhat, žije z velké části vlastním životem. Styk s okolním světem zabezpečují Tógové a Federace šedokřídlých, která také zabezpečuje šedokřídlým práci ve městě.
Guri je obehnáno vysokou zdí, přes kterou se nemůže dostat nikdo kromě ptáků; ve zdi je jediná brána, kterou stráží Federace a Tógové. Šedokřídlí jí mají zakázáno projít, zatímco lidští obyvatelé mohou město opustit, mají však zakázáno se opět vrátit. Branou mohou oběma směry procházet pouze Tógové. Zdi je zakázáno se dotýkat.

### Šedokřídlí
Šedokřídlí (haibane) jsou bytosti s lidským vzhledem, ovšem podobně jako andělé mají křídla a svatozáře. Jejich křídla jsou však krátká, nelze je použít k létání a mají šedou barvu. Jejich svatozáře ková Federace šedokřídlých, mohou je však zřejmě nosit pouze samotní šedokřídlí.
Šedokřídlí si během několika měsíců po svém příchodu musejí najít práci; nedostávají plat, ale poukázky na jídlo, obnošené šatstvo a další věci. Práci a poukázky jim zprostředkovává Federace šedokřídlích. Někteří šedokřídlí pracují přímo ve Starém domově a starají se o děti, nebo mohou pracovat přímo pro Federaci.

### Federace šedokřídlých
Federace šedokřídlých (podle které se jmenuje i celé dílo) je organizace, která má na starosti soužití mezi šedokřidlými a lidskými obyvateli. Zabezpečuje šedokřídlým zaměstnání a platí jim v podobě poukázek, proplácí lidem poukázky a zřejmě také zabezpečuje přísun zboží z vnějšího světa do Guri. Řeší také případné problémy šedokřídlých.
V jejím čele pravděpodobně stojí Waši (který je každopádně jejím mluvčím) a její středisko je ve Chrámu, pravděpodobně poblíž Zdi. S jinými pracovníky Federace se však divák či čtenář téměř nesetká a pravděpodobně jich je jen velmi málo, nepočítáme-li Tógy – podle obecně rozšířeného mínění však Tógové přímo členy Federace nejsou.

### Tógové
Tógové jsou tajemné postavy v kápích se zahalenými obličeji, které mají zakázáno s kýmkoliv mluvit. Zabezpečují kontakt Guri s okolním světem (zejména přísun zboží). Je sporné, zda jsou přímo součástí Federace či s ní jen spolupracují, v současnosti však je mezi komunitou dávána přednost druhému názoru, je poukazováno na odlišné vzhledové znaky příslušníků Federace a Tógů.

## Soundtrack
Hanenone
1. Refrain of Memory (4:07)
2. Free Bird (2:31)
3. Toga (2:49)
4. Breath of a germ (2:21)
5. Starting of the world (2:04)
6. A little plate's Rondo (2:17)
7. Silent Wonderland ~REM sleep~ (2:24)
8. Song of Dream, Worlds of Bubble (2:14)
9. Rustle (2:51)
10. Shadow of Sorrow (2:24)
11. Blight (3:12)
12. Wondering (4:01)
13. Fading (2:34)
14. Ripples by the drop (2:08)
15. Someday, Lasting, Serenade (2:14)
16. LOVE WILL LIGHT THE WAY (5:15)
17. Ethereal Remains (2:23)
18. Ailes Grises (2:44)